# 9월이 지나면
《9월이 지나면》은 2013년 공개된 대한민국의 영화이다. 임지연, 조현철 등이 출연하였다.
고형동 감독은 이 작품으로 2013년 7월에 열린 제12회 미쟝센 단편 영화제서 'I♥SHORT! 관객상'을 수상하였다. 2013년 9월 열린 제9회 제주영화제에서는 최우수 작품상, 2013년 11월의 제11회 아시아나국제단편영화제 국내경쟁 심사위원특별상에 선정되었다.

## 출연

### 주연
- 임지연
- 조현철
- 윤희진
- 조예리
- 김지희
- 임정환
- 임철
- 박준우
- 유하복

## 기타
- 조명: 박병규
- 조연출: 김무규
- 동시녹음: 양준모
- 음향: 옥은혜